# InSports TV
InSports TV es una OTT irlandesa de origen ruso, perteneciente a la empresa InStat, que se encarga de emitir diferentes eventos deportivos.

## Historia
InStat ha estado filmando partidos durante más de 12 años. En 2018, InStat comenzó a funcionar como una empresa de transmisión y fundó una sucursal llamada InStat TV, firmó un contrato de 3 años con 380 partidos transmitidos por temporada con el campeonato de fútbol ruso de segundo nivel. Desde entonces, InStat también firmó acuerdos de transmisión de rugby, fútbol sala y fútbol fuera de Rusia.
En España en agosto de 2022, llega a un acuerdo con la RFEF para emitir su principal competición, la Primera Federación, superando así a Footters, a Fuchs Sports o incluso a Vodafone.

## Derechos Deportivos
Serie D
 Primera Federación 2022-23 (pagando, las dos primeras jornadas son gratis para usuarios registrados)
 Segunda Federación 2022-23 (gratis dos jornadas, peros solo con clubes determinados)
 SuperLiga de Serbia